# ОФГ Инвест
ОФГ Инвест — российская управляющая компания, основанная в 1996 году Чарльзом Райаном и Борисом Фёдоровым. Входит в число крупнейших управляющих компаний на российском рынке коллективного инвестирования и доверительного управления по объёму чистых активов паевых инвестиционных фондов под управлением. В 2013 году управляющая компания ЗАО «ОФГ ИНВЕСТ» стала частью структуры «Атон» — старейшей в России независимой инвестиционной группы. В мае 2015 года компания «Атон» объявила о продаже 100 % акций управляющей компании «ОФГ ИНВЕСТ» группе частных инвесторов.

## История компании
Компания была основана в 1996 году и принадлежала группе компаний UFG Asset Management, занимающейся доверительным управлением на российском фондовом рынке, управляющей рядом хедж-фондов, а также фондами прямых инвестиций и недвижимости.
В 1997 году компанией был создан паевой инвестиционный фонд «Пётр Столыпин».
К периоду с 1998 по 2001 год относится действие первого в России агентского договора, благодаря которому продукты компании начинают продаваться в отделениях Сбербанка России.
В 2003 году Deutsche Bank приобрел пакет 40 % акций ЗАО «ОФГ Инвест» и компания начала работать под брендом Deutsche UFG Capital Management.
В 2005 году заключён агентский договор с российским «Ситибанком», после чего продукты компании продавались в отделениях  этого банка. В 2006 году начал работу паевой инвестиционный фонда смешанных инвестиций.
В 2011 году Deutsche Bank реализовал опцион по выкупу оставшихся 60 % компании. В ноябре 2011 года Deutsche Bank завершил сделку по приобретению 100 % компании.
В 2013 году «Атон» приобрел 100 % акций управляющей компании Deutsche UFG Capital Management (ЗАО «ОФГ ИНВЕСТ») за 5 млн долларов.
26 Декабря 2014 года паевые фонды ЗАО «ОФГ ИНВЕСТ» перешли под управление ООО УК «Атон-менеджмент»
В мае 2015 года компания «Атон» объявила о продаже 100 % акций управляющей компании «ОФГ ИНВЕСТ» группе частных инвесторов
В 2018 году АО «ОФГ ИНВЕСТ» присоединилось к Группе компаний «РЕГИОН», продолжив свою деятельность как АО «УК РЕГИОН Инвестиции».

## Собственники и руководство
C 2008 по 2010 год компанию возглавлял Михаил Мишустин, впоследствии назначенный руководителем ФНС РФ, а с 2020 года — Председателем Правительства Российской Федерации.

## Направление деятельности
Основным видом деятельности компании является управление активами негосударственных пенсионных фондов (НПФ) и оказание услуг доверительного управления на территории России.